# 65 v. Chr.
Portal Geschichte | Portal Biografien | Aktuelle Ereignisse | Jahreskalender | Tagesartikel

◄ |
2. Jahrhundert v. Chr. |
1. Jahrhundert v. Chr. |
1. Jahrhundert |
►

◄ | 80er v. Chr. | 70er v. Chr. | 60er v. Chr. | 50er v. Chr. |
40er v. Chr. |
►

◄◄ | ◄ | 68 v. Chr. | 67 v. Chr. | 66 v. Chr. | 65 v. Chr. |
64 v. Chr. |
63 v. Chr. |
62 v. Chr. |
► |
►►
Staatsoberhäupter

## Ereignisse

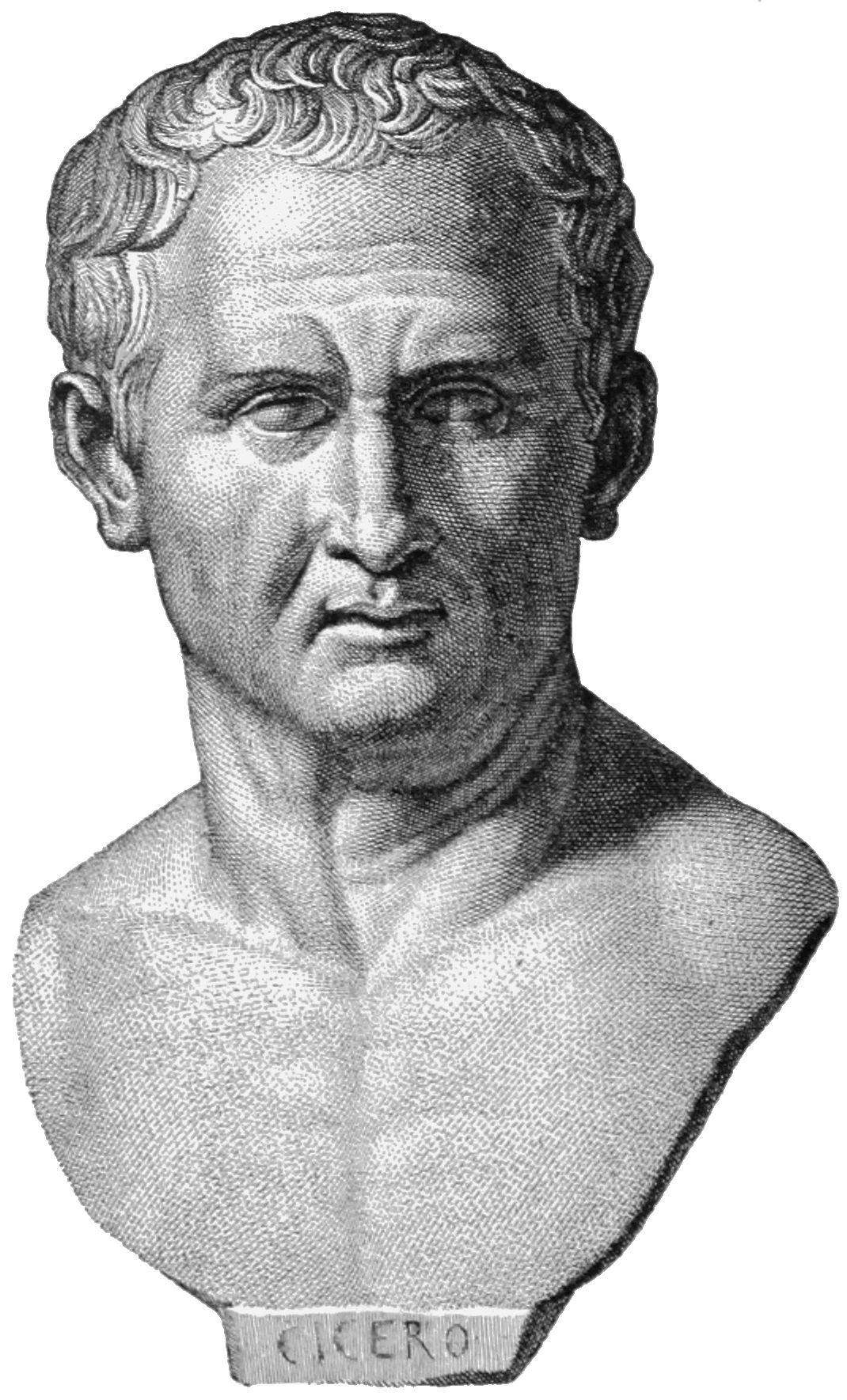
Cicero

Gaius Julius Cäsar wird in diesem Jahr kurulischer Ädil der Stadt Rom und baut seine populäre Position weiter aus. So stellt er die Siegestrophäen des Gaius Marius wieder auf dem Kapitol auf und strebt einen politisch motivierten Prozess gegen den Senator Gaius Rabirius wegen der Beteiligung am Mord des Volkstribunen Saturnius an; die Verteidigung hält Marcus Tullius Cicero.
- Die Lex Papia schafft die Möglichkeit, einem peregrinus, einem Bürgerschaftsfremden, d. h. einem Freien ohne Bürgerrecht, die verliehene civitas (das römische Bürgerrecht) wieder zu entziehen und diesen auszuweisen, wenn er sie zu Unrecht erworben oder erschlichen hat.

## Geboren

### Geburtsdatum gesichert
- 8. Dezember: Horaz (Quintus Horatius Flaccus), römischer Dichter und Philosoph († 8 v. Chr.)

### Geboren um 65 v. Chr.
- Didymos Chalkenteros, griechischer Grammatiker († 10 n. Chr.)
- Quintus Haterius, römischer Senator († 26 n. Chr.)
- Salome Schwester des jüdischen Königs Herodes († um 10 n. Chr.)
- Vitruv (Marcus Vitruvius Pollio), römischer Architekt und Schriftsteller († um 10 v. Chr.)

## Gestorben
- um 65 v. Chr.: Apollodotos II., indo-griechischer König